# Andries Wouter Nicolaas Hinrichs
Andries Wouter Nicolaas Hinrichs (Slot Loevestein, 1 januari 1847 – Den Haag, 10 oktober 1901) was een Nederlands onderwijzer en auteur.  

## Biografie
Andries Wouter Nicolaas Hinrichs werd geboren op Slot Loevestein als zoon van conducteur Lubbe Eden Hinrichs, die daar gestationeerd was, en Elisabetha Johanna Grul. Hij was de broer van generaal-majoor Frederik Johann Hinrichs.
Hinrichs was onderwijzer aan de Rijkskweekschool voor onderwijzers te Haarlem. Naast zijn werk in het onderwijs publiceerde hij aanvankelijk diverse schoolboeken, die zich richtten op vakken zoals rekenen en aardrijkskunde. Voor het lerarenonderwijs schreef hij enkele pedagogische boeken in novellistische vorm, omdat hij vond dat de bestaande vakliteratuur te stijf en saai was voor aspirant-onderwijzers. Hij legde zich ook toe op politiek geëngageerde novellen, waaronder Ik ben dood (1887) en Een gevaarlijke kus (1887). 

### Selectie van publicaties in bibliotheken
- Denkoefeningen : keur van rekenkundige opgaven, ten dienste van aankomende onderwijzers en leerlingen van hoogere burgerscholen, gymnasiën en instituten. Gebr. Belinfante, Den Haag (1870).
- De globe : vraag- en repetitieboek over de aardrijkskunde, ten dienste van aankomende onderwijzers, leerlingen van gymnasiën, hoogere burgerscholen en instituten, alsmede voor zelfonderricht. D. Mijs, Tiel (1871).
- Taalschat : practische oefeningen over de Nederlandsche taal- en letterkunde (1872).
- Rekenschat : keur van rekenkundige opgaven ter beredeneerde oplossing voor meergevorderden (1873).
- Hinrichs, A.W.N., L.E. Hinrichs (1874). Praktische algebra : 400 opgaven met de antw., Gorinchem.
- De school : opvoedkundig adversaria, als supplement op de bestaande werken over de beginselen der opvoeding door ’t onderwijs in de school. Noorduyn, Gorinchem (1875).
- Een woord over den stand der partijen en eenige beschouwingen naar aanleiding van de ingediende wet op ’t lager-onderwijs. J.P. Revers, Dordrecht (1877).
- Ter gedachtenis aan Z.K.H. Willem Nicolaas Alexander Frederik Karel Hendrik, Prins van Oranje : overleden te Parijs den 11 Juni 1879. W.J. Kat, Haarlem (1879).
- Hinrichs, A.W.N., Hoornaer van Alkmaer (1879). Een en ander over Art. 73, alinea 1, der Grondwet en de crisis van ’t Ministerie Kappeyne / uit een onpartijdig oogpunt beschouwd door Mr. Hoornaer van Alkmaer. W.J. Kat, Haarlem.
- Een paedagogische les : teekeningen en schetsen naar huis en school. J.W. van Leenhoff & zoon, Rotterdam (1885). Opgedragen aan de onderwijzer Gerrit Lalleman.
- Liberaal of clericaal? : eigen overtuiging of slaafsche volgzucht? : een ernstig woord tot mijne landgenooten. W. Cremer, Den Haag (1886).
- Ik ben dood ; een adjudant des konings in buitengewonen dienst : oorspronkelijke novellen. Morel, Den Haag (1887).
- Een gevaarlijke kus :  Haagsche novelle, Den Haag (1887).

- International Standard Name Identifier: 0000 0003 8817 5026
- Nederlandse Thesaurus van Auteursnamen: 297827405
- Virtual International Authority File: 281323191